# Anadolu Efes Spor Kulübü 2017-2018
Questa voce raccoglie le informazioni riguardanti l'Anadolu Efes Spor Kulübü nelle competizioni ufficiali della stagione 2017-2018.

## Stagione
La stagione 2017-2018 dell'Anadolu Efes Spor Kulübü è la 40ª nel massimo campionato turco di pallacanestro, la Basketbol Süper Ligi.

## Roster
Aggiornato al 10 ottobre 2021.
| Anadolu Efes 2017-18 | Anadolu Efes 2017-18 |
| Giocatori            | Staff tecnico        |
| -------------------- | -------------------- |

| N. | Naz.                                        | Ruolo | Nome             | Anno | Alt.   | Peso   |  |
| -- | ------------------------------------------- | ----- | ---------------- | ---- | ------ | ------ |  |
| 2  | Stati Uniti (bandiera)                      | GA    | Ricky Ledo       | 1992 | 201 cm | 88 kg  |  |
| 2  | Stati Uniti (bandiera) · Kosovo (bandiera)  | AG    | Justin Doellman  | 1985 | 206 cm | 95 kg  |  |
| 3  | Stati Uniti (bandiera)                      | P     | Errick McCollum  | 1988 | 188 cm | 87 kg  |  |
| 4  | Turchia (bandiera)                          | P     | Doğuş Balbay (C) | 1989 | 185 cm | 82 kg  |  |
| 5  | Stati Uniti (bandiera)                      | AG    | Derrick Brown    | 1988 | 203 cm | 106 kg |  |
| 6  | Turchia (bandiera)                          | AG    | Yiğitcan Saybir  | 1999 | 201 cm | 87 kg  |  |
| 8  | Turchia (bandiera)                          | G     | Birkan Batuk     | 1990 | 196 cm | 87 kg  |  |
| 9  | Turchia (bandiera)                          | G     | Arda Erdoğan     | 1999 | 189 cm | 80 kg  |  |
| 10 | Turchia (bandiera)                          | GA    | Onuralp Bitim    | 1999 | 196 cm | 93 kg  |  |
| 11 | Turchia (bandiera)                          | AG    | Berk Demir       | 1995 | 204 cm | 100 kg |  |
| 12 | Australia (bandiera)                        | AG    | Brock Motum      | 1990 | 208 cm | 111 kg |  |
| 13 | Stati Uniti (bandiera)                      | GA    | Sonny Weems      | 1986 | 198 cm | 93 kg  |  |
| 14 | Stati Uniti (bandiera)                      | G     | Josh Adams       | 1993 | 188 cm | 86 kg  |  |
| 15 | Serbia (bandiera)                           | C     | Vladimir Štimac  | 1987 | 211 cm | 116 kg |  |
| 22 | Turchia (bandiera)                          | G     | Muhaymin Mustafa | 1999 | 196 cm | 91 kg  |  |
| 23 | Stati Uniti (bandiera)                      | PG    | Toney Douglas    | 1986 | 188 cm | 86 kg  |  |
| 24 | Slovenia (bandiera)                         | A     | Edo Murić        | 1991 | 202 cm | 99 kg  |  |
| 30 | Slovenia (bandiera)                         | GA    | Zoran Dragić     | 1989 | 196 cm | 91 kg  |  |
| 42 | Stati Uniti (bandiera) · Armenia (bandiera) | C     | Bryant Dunston   | 1986 | 203 cm | 114 kg |  |
| 44 | Croazia (bandiera)                          | AP    | Krunoslav Simon  | 1985 | 197 cm | 100 kg |  |

| Allenatore |
| - Velimir Perasović (fino al 16 dicembre) - Ergin Ataman (dal 18 dicembre)                                                                                        |
| Assistente/i |
| - Agustí Julbe (fino al 16 dicembre) - Tomislav Mijatović - Cenk Yıldırım - Yakup Sekizkök (dal 18 dicembre) Legenda - (C) Capitano - (IN) Inattivo - Infortunato |

## Mercato

### Sessione estiva
| Acquisti | Acquisti        | Acquisti        | Acquisti      | Acquisti |
| R.a      | Nome            | da              | Modalità      |          |
| -------- | --------------- | --------------- | ------------- | -------- |
| P        | Errick McCollum | Galatasaray     | definitivo    |          |
| G        | Birkan Batuk    | Darüşşafaka     | definitivo    |          |
| C        | Vladimir Štimac | Beşiktaş        | definitivo    |          |
| GA       | Ricky Ledo      | Saski Baskonia  | definitivo    |          |
| AP       | Krunoslav Simon | Olimpia Milano  | definitivo    |          |
| AG       | Brock Motum     | Žalgiris Kaunas | definitivo    |          |
| G        | Josh Adams      | Avtodor Saratov | definitivo    |          |
| A        | Edo Murić       | Bandırma Banvit | definitivo    |          |
| GA       | Furkan Korkmaz  | Bandırma Banvit | fine prestito |          |

| Cessioni | Cessioni        | Cessioni            | Cessioni       | Cessioni |
| R.       | Nome            | a                   | Modalità       |          |
| -------- | --------------- | ------------------- | -------------- | -------- |
| G        | Can Maxim Mutaf | Beşiktaş            | fine contratto |          |
| AG       | Samet Geyik     | Beşiktaş            | fine contratto |          |
| GA       | Furkan Korkmaz  | Philadelphia 76ers  | fine contratto |          |
| AP       | Tyler Honeycutt | Chimki              | fine contratto |          |
| G        | Oğulcan Baykan  | T. Büyükçekmece     | fine contratto |          |
| P        | Jayson Granger  | Saski Baskonia      | fine contratto |          |
| A        | Deshaun Thomas  | Maccabi Tel Aviv    | fine contratto |          |
| G        | Brandon Paul    | San Antonio Spurs   | fine contratto |          |
| AP       | Cedi Osman      | Cleveland Cavaliers | fine contratto |          |
| C        | Alex Kirk       | Toyota Alvark       | fine contratto |          |
| PG       | Thomas Heurtel  | Barcellona          | fine contratto |          |

### Dopo l'inizio della stagione
| Acquisti | Acquisti        | Acquisti          | Acquisti         | Acquisti   |
| R.       | Nome            | da                | Data             | Modalità   |
| -------- | --------------- | ----------------- | ---------------- | ---------- |
| AG       | Justin Doellman | Free agent        | 11 ottobre 2017  | definitivo |
| GA       | Zoran Dragić    | Olimpia Milano    | 21 novembre 2017 | definitivo |
| PG       | Toney Douglas   | Free agent        | 29 dicembre 2017 | definitivo |
| GA       | Sonny Weems     | Zhejiang G. Bulls | 24 febbraio 2018 | definitivo |

| Cessioni | Cessioni        | Cessioni       | Cessioni         | Cessioni    |
| R.       | Nome            | a              | Data             | Modalità    |
| -------- | --------------- | -------------- | ---------------- | ----------- |
| AG       | Justin Doellman | Free agent     | novembre 2017    | rescissione |
| A        | Edo Murić       | Zielona Góra   | 16 dicembre 2017 | rescissione |
| G        | Josh Adams      | Beşiktaş       | 5 gennaio 2018   | rescissione |
| GA       | Ricky Ledo      | Wisconsin Herd | 26 gennaio 2018  | rescissione |